# Джованні II Партичипаціо
Джованні II Партичипаціо (італ. Giovanni II Participazio) був тринадцятим (історичним) або п'ятнадцятим (традиційним) дожем Венеції після смерті його батька, Орсо I, з 881 року до його відставки в 887 році. До цього, він разом управляв зі своїм батьком.

## Біографія
Невдовзі перепризначив своїх братів Орсо і П'єтро співдожами, але вони невдовзі померли. Швидко набув репутації кумівця, який більше дбав про власні справи, ніж про справи громади. Намагався домогтися уряду Комаккьо для свого брата Бадоаріо, для чого відправив його до папи римського Іван VIII. Але Марино, граф Комаккьо, захопив його в полон і відправив назад до Венеції, але Бадоаріо помер на шляху до дому. У відповідь дож захопив Комаккьо, але не зміг його утримати, оскільки це було папським володінням.
883 року уклав вигідний торгівельний договір з франкським імператором Карлом III, користуючись фінансовими та політичними складнощами останнього. 
887 року він тяжко захворів, вирішивши передати комусь владу з родичів, проте венеційські збори обрали новим дожем П'єтро Кандьяно. Джованні II Партечіпаціо був переобраний дожем після смерті свого наступника, але через кілька місяців був змушений остаточно зректися влади через погане здоров'я. Решту життя Джованні Партичипаціо вів життя приватної особи.